# Zimbório

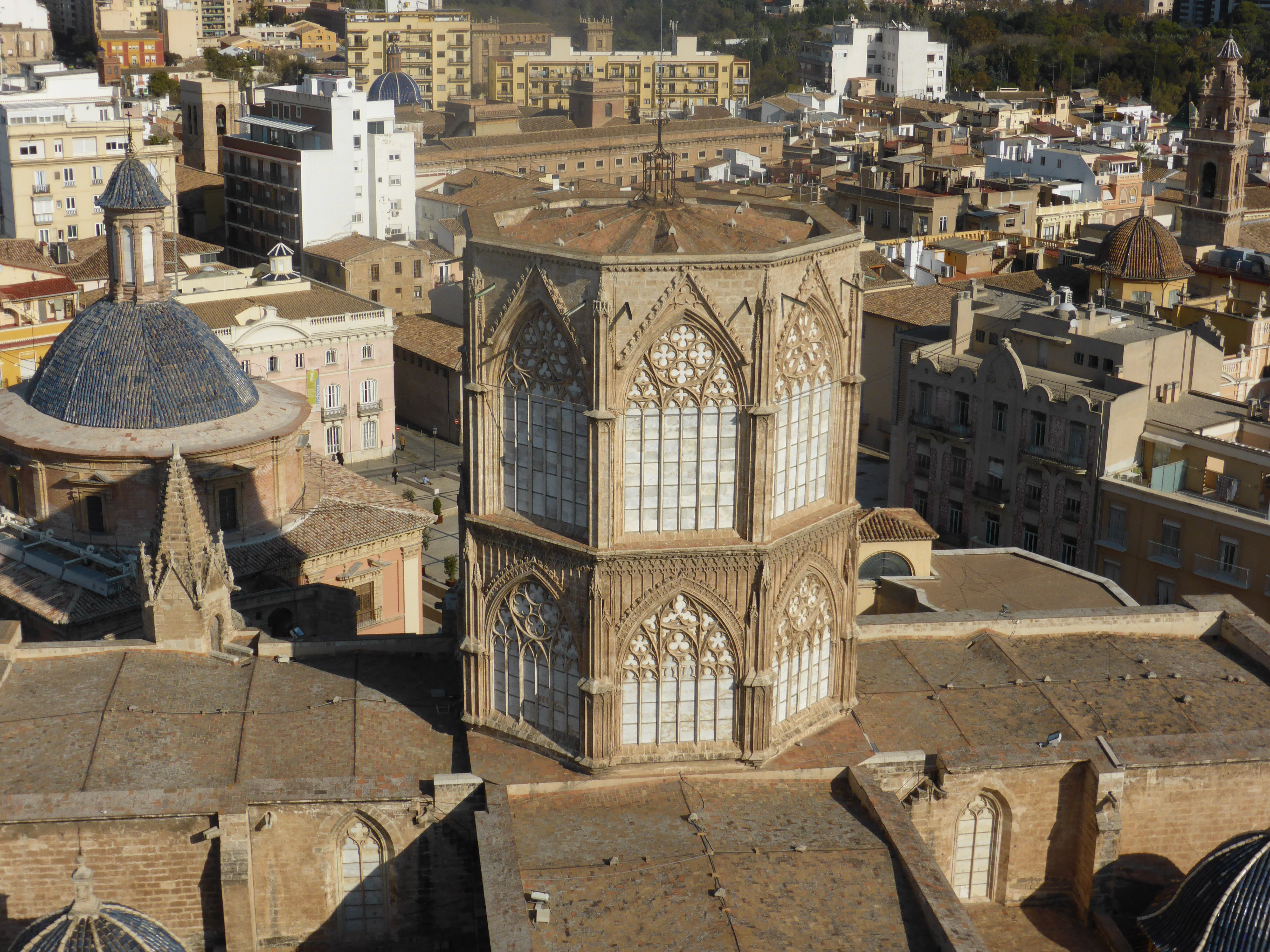
Zimbório - Catedral de Valência, Espanha

Zimbório é a parte mais alta e exterior da cúpula, em forma de torre, em geral circular ou octogonal, das igrejas e edifícios de grande dimensão.